# Wapen van de Seychellen
Het wapen van de Seychellen bestaat uit een schild met daaromheen diverse elementen. Op het schild is een schildpad afgebeeld, de Dipsochelys, die staat op een groen stuk land. Op hetzelfde stuk land is een palmboom afgebeeld van de soort coco de mer, die endemisch is op de Seychellen. Daarachter is een zee te zien met twee eilanden en een schip. Boven het schild staat een zilveren helm afgebeeld en blauw-witte golven. Bovenaan is een witte stern afgebeeld, een vogel die veel op de Seychellen voorkomt. Schildhouders zijn aan beide zijden een Pacifische zeilvis. Ten slotte is onderaan een band afgebeeld met de Latijnse tekst: Finis Coronat Opus, 'de kroon op het werk'.
Algerije · Angola · Benin · Botswana · Burkina Faso · Burundi · Centraal-Afrikaanse Republiek · Comoren · Congo-Brazzaville · Congo-Kinshasa · Djibouti · Egypte · Equatoriaal-Guinea · Eritrea · Ethiopië · Gabon · Gambia · Ghana · Guinee · Guinee-Bissau · Ivoorkust · Kaapverdië · Kameroen · Kenia · Lesotho · Liberia · Libië · Madagaskar · Malawi · Mali · Marokko · Mauritanië · Mauritius · Mozambique · Namibië · Niger · Nigeria · Oeganda · Rwanda · Sao Tomé en Principe · Senegal · Seychellen · Sierra Leone · Soedan · Somalië · Swaziland · Tanzania · Togo · Tsjaad · Tunesië · Westelijke Sahara · Zambia · Zimbabwe · Zuid-Afrika · Zuid-Soedan
Afhankelijke gebieden:
Brits Territorium in de Indische Oceaan · Canarische Eilanden · Ceuta · Melilla · Madeira · Mayotte · Réunion · Sint-Helena · Tristan da Cunha